# Sebastes vulpes
Sebastes vulpes är en fiskart som beskrevs av Döderlein, 1884. Sebastes vulpes ingår i släktet Sebastes och familjen kungsfiskar. Inga underarter finns listade i Catalogue of Life.